# Tenis de masă la Jocurile Olimpice de vară din 2024

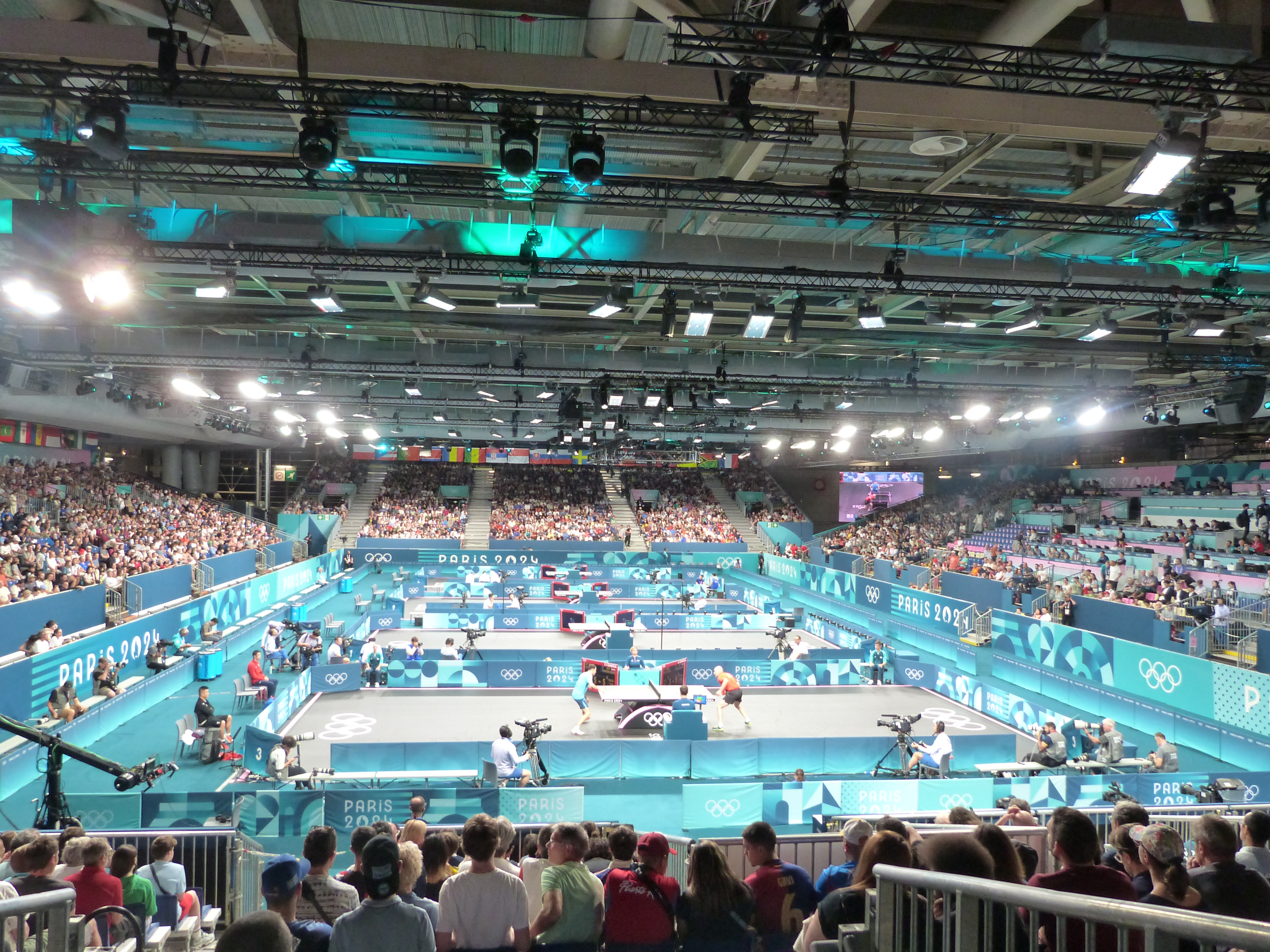
Arena Paris Sud 4

Probele sportive de tenis de masă la Jocurile Olimpice de vară din 2024 s-au desfășurat în perioada 27 iulie–10 august 2024 la Arena Paris Sud 4 din Paris Expo Porte de Versailles din Paris, Franța.

## Tabel medalii

### Rezultate
| Probă           | Aur                                          | Argint                                                        | Bronz                                                   |  |  |  |
| Simplu masculin | Fan Zhendong · China (CHN)                   | Truls Möregårdh · Suedia (SWE)                                | Félix Lebrun · Franța (FRA)                             |  |  |  |
| Echipe masculin | China · Fan Zhendong · Ma Long · Wang Chuqin | Suedia · Anton Källberg · Kristian Karlsson · Truls Möregårdh | Franța · Simon Gauzy · Alexis Lebrun · Félix Lebrun     |  |  |  |
|                 |                                              |                                                               |                                                         |  |  |  |
| Simplu feminin  | Chen Meng · China (CHN)                      | Sun Yingsha · China (CHN)                                     | Hina Hayata · Japonia (JPN)                             |  |  |  |
| Echipe feminin  | China · Sun Yingsha · Wang Manyu · Chen Meng | Japonia · Hina Hayata · Miwa Harimoto · Miu Hirano            | Coreea de Sud · Shin Yu-bin · Jeon Ji-hee · Lee Eun-hye |  |  |  |
|                 |                                              |                                                               |                                                         |  |  |  |
| Dublu mixt      | China · Wang Chuqin · Sun Yingsha            | Coreea de Nord · Ri Jong-sik · Kim Kum-yong                   | Coreea de Sud · Lim Jong-hoon · Shin Yu-bin             |  |  |  |

### Clasament țări
| Loc   | Țară           | Aur | Argint | Bronz | Total |
| ----- | -------------- | --- | ------ | ----- | ----- |
| 1     | China          | 5   | 1      | 0     | 6     |
| 2     | Suedia         | 0   | 2      | 0     | 2     |
| 3     | Japonia        | 0   | 1      | 1     | 2     |
| 4     | Coreea de Nord | 0   | 1      | 0     | 1     |
| 5     | Franța         | 0   | 0      | 2     | 2     |
| 5     | Coreea de Sud  | 0   | 0      | 2     | 2     |
| Total | Total          | 5   | 5      | 5     | 15    |